# جانکورت
جانکورت (به فرانسوی: Joncourt) یک کمون (فرانسه) در فرانسه است که در ان (ا-دو-فرانس) واقع شده‌است. جانکورت ۷٫۲۵ کیلومتر مربع مساحت دارد ۱۴۵ متر بالاتر از سطح دریا واقع شده‌است.